# Choi Eun-sook
Choi Eun-Sook (Hangul: 최은숙, Hanja: 崔恩淑), född den 28 februari 1986 i Gwangju, Sydkorea, är en sydkoreansk fäktare som ingick i Sydkoreas lag som  tog OS-silver i damernas lagtävling i värja i samband med de olympiska fäktningstävlingarna 2012 i London.